# 今度は愛妻家
『今度は愛妻家』（こんどはあいさいか）は、中谷まゆみ作の日本の戯曲。
2002年と2014年、2022年に板垣恭一演出で舞台化。2010年には行定勲監督で映画化された。

## ストーリー
夫である俊介の世話を甲斐甲斐しく焼き、明朗に振舞っていた妻のさくらは、夫から酷いことばを投げつけられて愛想を尽かし、一人で旅立ってしまった。彼女をうるさく思っていたはずの俊介だったが、カメラマンである彼と同衾する覚悟で写真を頼みに来た新米モデルを抱くことが出来なかった。そんな彼の前に、「離婚する前に写真を撮って」と、思いがけずさくらが帰ってくるが…。

## 舞台版

### 2002年版
作：中谷まゆみ、演出：板垣恭一。2002年11月14日 - 24日：俳優座劇場、30日 - 12月1日：近鉄小劇場。
キャスト
- 北見俊介 - 池田成志
- 北見さくら - 長野里美
- 吉沢蘭子 - 真木よう子
- 古田誠 - 横塚真之介
- 原文太 - 高橋長英

### 2014年版
作：中谷まゆみ、演出：板垣恭一。2014年4月4日 - 20日：東京芸術劇場 シアターウエスト、24日：名古屋・青少年文化センター アートピアホール、26日 - 27日：兵庫県立芸術文化センター 阪急 中ホール。
キャスト
- 北見俊介 - 葛山信吾
- 北見さくら - 瀬奈じゅん
- 吉沢蘭子 - 名塚佳織 & 今村美乃 （ダブルキャスト）
- 古田誠 - 入野自由 & 石井一彰 （ダブルキャスト）
- 原文太 - 村井國夫

### 2022年版
作：中谷まゆみ、演出：板垣恭一。2022年10月7日 - 23日：よみうり大手町ホール、26日 - 30日：COOL JAPAN PARK OSAKA WWホール、11月5日・6日：電力ホール。
キャスト
- 北見俊介 - 戸塚祥太（A.B.C-Z）
- 北見さくら - 三倉佳奈
- 吉沢蘭子／ヒトミ - 黒沢ともよ
- 古田誠 / サトル - 浦陸斗（AmBitious / 関西ジャニーズJr.）
- 原文太 - 渡辺徹

## 映画版
行定勲監督により映画化され、2010年1月16日に公開。

### キャスト
北見俊介
演 - 豊川悦司
有名なプロのカメラマンで自宅に写真事務所を構える。健康に気遣うより好きな物を好きなように食べたい主義。人物を対象とした写真を撮っていたが、ここしばらくは写真を撮っておらず貯金を切り崩して生活している。基本的に面倒くさがりで気ままに暮らしており、食生活に少々口うるさくするさくらにそっけない態度で接する。女好きで浮気癖がある。
北見さくら
演 - 薬師丸ひろ子
俊介の妻。健康や食について関心が高く、俊介の健康を考えて色々と食生活を気にかけている。子供はおらず、自身の中では今が子供を産んで育てるギリギリの年だと感じながら子作りをどうするか迷っている。少々要領が悪く出かける直前によく忘れ物をしておりドタバタしている。以前は教師をやっていた。趣味は食や健康について書かれた新聞記事を集めたスクラップブック作成と国内旅行。冒頭で1人で数日間の沖縄旅行に行く。

#### 北見家に訪れる人たち
吉沢蘭子
演 - 水川あさみ
芸能事務所に所属する若手タレント。映画の主演オーディション用に使う写真を撮ってもらいに北見の事務所に会いに来る。普段からテンションが高く騒々しい性格。あまり言葉を知らず、「還暦」や「行きずり」などの意味を知らない。
古田誠
演 - 濱田岳
俊介の事務所に所属する若手カメラマン。俊介が過去に出した写真集を見て感動しその後弟子となる。学生時代に写真で幾つか賞をもらったことがあり素質があるが、現在はスーパーのチラシで使う写真など地味な仕事をしている。優しいが大人しい性格で押しに弱い。偶然事務所で出会った蘭子と急接近し恋人となる。
原文太
演 - 石橋蓮司
還暦を過ぎたオネェで、新宿二丁目でオカマバーの経営者。俊介の知人で時々彼の事務所に訪れており、誠とも親しくしており気にかけている。『文さん(もしくは文ちゃん)』の愛称があるが、俊介から『おっさん』呼ばわりされるのを嫌がっている。毒舌家で歯に衣着せぬ物言いをしており、出会ったばかりの蘭子の感じ悪い態度に嫌味を言う。家庭料理が得意。

#### その他
西田健人
演 - 城田優
さくらの元教え子で20代前半の若者。以前からさくらに手紙を送っている。自身が中学生の頃にさくらに好意を抱くがフラれ、その後20歳を過ぎた頃に再会し現在も片想いしている。後日、俊介と喫茶店で会って話す。
CMに登場する夫
演 - 津田寛治
作中の家庭用洗剤のCMに愛妻家として登場する。
CMに登場する妻
演 - 奥貫薫
作中のCMに洗濯好きで夫想いの主婦役として登場する。
井川ゆり
演 - 井川遥
俊介の知人で親しくしている。女性向けの服や小物雑貨などを売る店を営んでいる。俊介から言い寄られているがそれとなくはぐらかしている。

### 主題歌、挿入歌
主題歌「赤い目のクラウン」
- 作詞・作曲・唄：井上陽水、編曲：H.GARDEN

エンドロールで流れる。
挿入歌「夢の中へ」
- 作詞・作曲：井上陽水

作中で役を演じる豊川悦司と薬師丸ひろ子がそれぞれのシーンで口ずさむ。

### スタッフ
- 監督 - 行定勲
- 原作 - 中谷まゆみ
- 脚本 - 伊藤ちひろ
- 製作 - 黒澤満
- 企画 - 遠藤茂行
- プロデューサー - 天野和人、國松達也
- アソシエイト・プロデューサー - 谷口達彦
- ライン・プロデューサー - 望月政雄
- 協力プロデューサー - 服部紹男、佐藤玄
- 撮影 - 福本淳
- 照明 - 中村裕樹
- 美術 - 山口修
- 録音 - 伊藤裕規
- 編集 - 今井剛
- スクリプター - 工藤みずほ
- 装飾 - 大庭信正
- 衣裳/スタイリスト - 宇都宮いく子
- キャスティング - 福岡康裕
- 主題歌 - 井上陽水「赤い目のクラウン」
- 製作 - めいなＣｏ．
- 写真監修 - 杉山義明
- 配給 - 東映
- 製作 - 「今度は愛妻家」製作委員会（東映、木下工務店、テレビ東京、アミューズソフトエンタテインメント、電通、東映ビデオ、パルコ、読売新聞、ウエスト、テレビ大阪）

### エピソード
- 公開年は2010年だが、撮影がクランクインしたのは2008年12月4日。
- 主題歌「赤い目のクラウン」は、井上陽水が、本作（映画）のために、本作をイメージした上で作った楽曲。

### 受賞歴
- 豊川悦司
  - 第35回（2010年度）報知映画賞 最優秀主演男優賞（『必死剣 鳥刺し』と併せて）
  - 第84回（2010年度）キネマ旬報ベスト・テン 主演男優賞（『必死剣 鳥刺し』と併せて）
- 薬師丸ひろ子
  - 第19回（2009年度）日本映画批評家大賞主演女優賞[3]
  - 第34回（2010年度）日本アカデミー賞優秀主演女優賞
- 石橋蓮司
  - 第53回（2010年度）ブルーリボン賞助演男優賞（『アウトレイジ』と併せて）
  - 第34回（2010年度）日本アカデミー賞優秀助演男優賞

### CD
- 今度は愛妻家 オリジナル・サウンドトラック

## 書籍

### 戯曲
- 今度は愛妻家 THIS TIME IT'S REAL （著：中谷まゆみ、2009年12月、PARCO出版）

### 小説
- 今度は愛妻家 （原作：中谷まゆみ、著：入間眞、2009年12月、竹書房）

### 漫画
- 今度は愛妻家 （原作：中谷まゆみ、脚本：伊藤ちひろ、著：幸田育子、2010年1月、発行：創美社、発売：集英社）
  - 薬師丸ひろ子のインタビューも収録。